# (5589) De Meis
(5589) De Meis es un asteroide perteneciente al cinturón de asteroides descubierto el 23 de septiembre de 1990 por Henri Debehogne desde el Observatorio de La Silla, Chile.

## Designación y nombre
Designado provisionalmente como 1990 SD14. Fue nombrado De Meis en honor a Salvatore De Meis, de Milán, se dedica a la aplicación de cálculos astronómicos a la datación de eventos históricos, particularmente de la astronomía babilónica.

## Características orbitales
De Meis está situado a una distancia media del Sol de 2,749 ua, pudiendo alejarse hasta 2,857 ua y acercarse hasta 2,641 ua. Su excentricidad es 0,039 y la inclinación orbital 2,018 grados. Emplea 1665,00 días en completar una órbita alrededor del Sol.

## Características físicas
La magnitud absoluta de De Meis es 13,4. Tiene 7,381 km de diámetro y su albedo se estima en 0,324. 